# Veretillum
Veretillum is een geslacht van zeeveren uit de familie van de Veretillidae.

## Soorten
- Veretillum australis (Gray, 1870)
- Veretillum cynomorium (Pallas, 1766)
- Veretillum cynomorum (Pallas, 1766)
- Veretillum leloupi Tixier-Durivault, 1960
- Veretillum malayense Hickson, 1916
- Veretillum manillensis (Kölliker, 1872)
- Veretillum tenuis (Marshall & Fowler, 1889)
- Veretillum vanderbilti Boone, 1938